# Can-Am 1979
Can-Am 1979 var ett race som var ett formel 1-lopp, kördes över tio omgångar, med Jacky Ickx som mästare.

## Delsegrare
| Datum       | Bana           | Vinnare                |
| ----------- | -------------- | ---------------------- |
| 6 maj       | Road Atlanta   | Keke Rosberg           |
| 20 maj      | Charlotte      | Jacky Ickx             |
| 3 juni      | Mosport Park   | Jacky Ickx             |
| 10 juni     | Mid-Ohio       | Alan Jones             |
| 8 juli      | Watkins Glen   | Keke Rosberg           |
| 22 juli     | Road America   | Jacky Ickx             |
| 19 augusti  | Brainerd       | Jacky Ickx             |
| 2 september | Trois-Rivières | Elliot Forbes-Robinson |
| 14 oktober  | Laguna Seca    | Bobby Rahal            |
| 28 oktober  | Riverside      | Jacky Ickx             |

## Slutställning
| Plats | Förare                 | Poäng |
| ----- | ---------------------- | ----- |
| 1     | Jacky Ickx             | 51    |
| 2     | Elliot Forbes-Robinson | 45    |
| 3     | Geoff Lees             | 32    |
| 4     | Keke Rosberg           | 29    |
| 5     | Bobby Rahal            | 25    |
| 6     | Alan Jones             | 9     |
| 7     | Al Holbert             | 9     |
| 8     | Vern Schuppan          | 6     |
| 9     | John Morton            | 6     |
| 10    | Rocky Moran            | 6     |